# 堀越葉月
堀越 葉月（ほりこし はづき）は、NHK のアナウンサー。

## 来歴
茨城県土浦市出身。茗溪学園高等学校を経て、慶應義塾大学総合政策学部卒業。大学在学時には體育會（体育会）ボクシング部のマネージャーをしていた。
大学を卒業後、2022年にNHKに入局。初任地は松山放送局。

## 嗜好・導話
- テレビでの初鳴きを当時松山放送局に勤務していた武藤友樹・永井伸一・松田利仁亜・小野文明に見守られた[2]。

## 現在の担当番組
- 香川県のニュース・気象情報・中継・リポート
- ゆう6かがわ845（不定期）
- 前園真聖 四国ともたび（ゆう6かがわ内にあるコーナーのナレーション、2024年4月22日放送分から）

## 過去の担当番組
松山放送局時代（2022年度）
- ♪Nコン四国ブロックコンクール♪ - 司会　[3]
- 愛媛県・四国地方のニュース・気象情報・中継・リポートなど
- ひめポン!645
- ひめポン!845

高松放送局時代（2023年度 - ）
- ギュッと!四国（2023年6月3日） - 松山局より
- ラグビーワールドカップ2023（総合・NHKプラス）
  - ウィークリーハイライト（2023年9月30日） - スタジオ進行（伊藤慶太アナウンサーとともに、解説：五郎丸歩）
- 四国博士は誰だ!?みんなのクイズ（2024年1月20日） - 司会（ガリベンズ矢野とともに）
- ゆう6かがわ
  - 漆原輝の代理キャスター（2024年9月9日 - 13日、12月4日）
  - 石井有紗の代理キャスター（2024年12月5日）
- 第61回全国大学ラグビー選手権準決勝「早稲田大学」対「京都産業大学」（2025年1月2日） - リポーター